# Kawasakia
Kawasakia är ett släkte av svampar. Kawasakia ingår i familjen Lipomycetaceae, ordningen Saccharomycetales, klassen Saccharomycetes, divisionen sporsäcksvampar och riket svampar.
|           | Myxozyma                          |
|           |                                   |
|           | Lipomyces                         |
|           |                                   |
|           | Dipodascopsis                     |
|           |                                   |
|           | Babjevia                          |
|           |                                   |
| Kawasakia | \| \| Kawasakia arxii \| \| \| \| |
|           | \| \| Kawasakia arxii \| \| \| \| |
|           | Kawasakia arxii                   |
|           |                                   |

|  | Kawasakia arxii |
|  |                 |